# 松之山町

十日町地域における平成の大合併。当町は十日町中心部に対して西に位置した。

松之山町（まつのやままち）は、新潟県南西部、東頸城郡の東端に位置していた町である。2005年4月1日に十日町市および東頸城郡松代町、中魚沼郡川西町・中里村と合併し新設の十日町市となったため消滅した。

## 地理
当町は山あいに位置する。県市町村課「固定資産の価格等の概要」（平成12年）によれば、町の面積のうち田畑は11.2%、宅地は1.0%であり、その他は山林や雑種地などが占めている。
松之山背斜をはじめとする褶曲構造が多数存在する。第三紀層の脆い砂岩や泥岩からなる丘陵地帯ゆえに地すべりが発生しやすく、地すべり地形の緩斜面を利用して棚田が多く形成されている。1962年（昭和37年）から翌々年にかけて大規模な地すべりが発生し、被災面積約850 ha、人家被害371戸、松之山中学校の被災・移転など町の中心部を含む大きな被害があった。
- 山: 三方岳、天水山
- 河川: 渋海川、越道川、東川
- 湖沼: なし

## 気候
役所での年間平均最大積雪深が国内で唯一、3mを超える特別豪雪地帯。

## 歴史
周辺は古くから「松之山郷」と呼ばれていた。

### 沿革
- 1889年（明治22年）4月1日 - 町村制施行に伴い東頸城郡浦田口村、橋詰村、藤内名村、猪野名村、東山村、観音寺村、古戸村、三桶村、沢口村、松口村、湯山村、光間村、新山村、大荒戸村、小谷村、水梨村が合併し、松之山村（まつのやまむら）が発足。
- 1901年（明治34年）11月1日 - 東頸城郡松里村、布川村と合併し、松之山村を新設。
- 1955年（昭和30年）3月31日 - 東頸城郡浦田村と合併し、松之山村を新設。
- 1958年（昭和33年）11月1日 - 町制施行し松之山町となる。
- 2005年（平成17年）4月1日 - 十日町市および東頸城郡松代町、中魚沼郡川西町・中里村と合併し、新設の十日町市となり消滅。

## 行政
- 町長：佐藤 利幸（1995年9月10日から）

## 経済
- 主な産業：観光業（詳細は#名所・旧跡・観光スポット・祭事・催事を参照）

農業
- 平成12年生産農業所得統計によれば、農業粗生産額の品目別割合において米が85.8%となっている[1]。

工業
- 三省工業団地[1]

## 教育
- 新潟県立安塚高等学校松之山分校（合併後の2017年から新潟県立十日町高等学校松之山分校となる）
- 松之山中学校（合併後の2017年から小中一貫化）
- 松之山小学校（同上）
- 浦田小学校（合併後の2013年に松之山小に統合）
- 松里小学校（合併後の2014年に松之山小に統合[6]）

## 交通

### 鉄道
町内に鉄道は通っておらず、隣接する松代町のまつだい駅が玄関口となる。

### バス路線
- 東頸バス[7][1]
- 松之山町営バス[1]
- 東部タクシー

### 道路
高速道路
なし
一般国道
- 国道353号
- 国道405号

都道府県道
- 新潟県道80号松代天水島線
- 新潟県道243号月池松代線
- 新潟県道350号松代松之山線
- 新潟県道358号天水島東川線
- 新潟県道427号五十子平真田線
- 新潟県道578号松之山温泉線

## 名所・旧跡・観光スポット・祭事・催事
目的別観光入込客数（平成13年度）では「温泉」が最も多く（187,810人）、次いで「自然景観」（42,800人）、「スキー」（28,330人）となっている。里山の景観や豪雪を活かした観光が行われている。
- 松之山温泉
  - 日本三大薬湯の1つと言われ、名湯と呼ばれている。松之山温泉街には公営の鷹の湯(入湯料400円)と、民営の湯の山がある。また、松之山中心街から少し離れたところにある翠の湯(入湯料400円)はシャワーすらない露天風呂であるがお湯は素晴らしく、ファンも多い。ただし、翠の湯は冬季期間は雪に閉ざされてしまうため、入ることができない。
- 松之山温泉スキー場
- 大厳寺高原
  - 繁殖用牛の育成場と観光を兼ねて1961年から整備が行われた[8]。
- 野鳥の宝庫
- 美人林
  - 里山科学館 越後松之山「森の学校」キョロロ
- 松代・松之山の棚田群
- 婿投げ・墨塗り 湯本地区。越後の奇祭と呼ばれる。
- 越後妻有アートトリエンナーレ
- そば

## 出身有名人
- 高橋與平（吉池創業者）
- 保坂調司（射撃競技（ピストル射撃）選手、警察官）
- しげの秀一（漫画家）
- 高橋佑介（真夜中クラシック）

## 旧松之山町の属する地方について
旧松代町と旧松之山町は、上越市と同じ旧頸城郡に属していたものの、旧魚沼郡の十日町市との結びつきも強く、新潟県の地方区分において上越地方と中越地方のどちらに含められるかが場合によって異なっていた。
1967年の町の広報紙には、「上越一のモダンな松之山中学校」の記載がある。
詳細は松代町 (新潟県)#旧松代町の属する地方についてを参照。